# Друцкий, Дмитрий Данилович
Дмитрий Данилович Друцкий (Друцкой) — князь, сын боярский, голова и воевода во времена правления Ивана IV Васильевича Грозного и Бориса Годунова.

## Биография
Единственный сын князя Данилы Андреевича Друцкого. Впервые упомянут головою в полку правой руки на Мышеге у воеводы Б. В. Шеина (1575—1576). Направлен головой к Колывани со Сторожевым полком под командованием воеводы князя Г. А. Куракина (зима 1577). Голова «для городового дела» в Торопце у наместника и воеводы князя В. К. Пронского (1585). Выборный дворянин из Костромы с окладом 600 четвертей (1588—1589 и 1602—1603). Писец Деревской пятины (1588—1589) и Суздальского уезда (1594—1595). Прислан в Великие Луки головою вместо С. Пушкина (1591). Воевода в Торопце (1592—1594). Во время царского похода к Серпухову, новоизбранного царя Бориса Годунова на крымских татар хана Казы-Гирея Боры, оставался на случай осады в Москве головою «в новом деревянном городе от Тверской улицы да за Яузу и до Москвы реки и до нового каменного города….у бежи» при воеводе Сабурове (1598). Воевода в Темникове (1598). Первый объезжий голова на Москве «от Покровской улице до Яузы» (1601). Воевода в Козьмодемьянске (1602). Владел поместьем сельцом Ушаково в Вяцком стане Костромского уезда и деревней Мягкое (75 четвертей) Суздальского уезда. Потомства не оставил.